# Джонстон, Риенци Мелвилл
Риенци Ме́лвилл Джонстон (англ. Rienzi Melville Johnston; 9 сентября 1849, Сандерсвилл — 28 февраля 1926, Хьюстон) — американский журналист и политик, сенатор США от Техаса, член демократической партии.

## Биография
Риенци Мелвилл Джонстон родился в Сандерсвилле, штат Джорджия, в семье Фримена и Мэри (в девичестве Расселл) Джонстон. Ещё будучи ребёнком, Джонстон начал работать в типографии, а когда ему исполнилось 12 лет, он стал барабанщиком армии КША (1862—1863). В 1864 году Джонстон записался добровольцем в солдаты и служил до конца гражданской войны.
После окончания войны Джонстон вернулся к работе в газете. В начале 1870-х годов он был редактором отдела городских новостей газеты Morning News в городе Саванна. В 1878 году Джонстон переехал в Техас, где стал редактором газеты Patron в городе Крокетт. Через год он стал редактором газеты Observer в Корсикане и там же учредил газету Independent. В 1880 году Джонстон переехал в Остин, где работал корреспондентом местной газеты Statesman. Он также был политическим корреспондентом газеты The Houston Post, а в 1885 году, после реорганизации газеты, стал её главным редактором. Позже он стал президентом Houston Printing Company. В течение двух лет Джонстон был первым вице-президентом Associated Press.
Джонстон был одним из лидеров Демократической партии на Юге. В 1898 году он отказался от выдвижения своей кандидатуры на пост вице-губернатора Техаса. С 1900 по 1912 год Джонстон был членом Национального комитета Демократической партии. В начале 1913 года губернатор Оскар Колкуитт назначил его сенатором США, чтобы закончить срок Джозефа Бэйли. Джонстон был сенатором с 4 января по 2 февраля 1913 года, когда был избран преемник, после чего он вернулся в Хьюстон, где возобновил свою прежнюю деятельность в качестве редактора и президента The Houston Post.
В 1916 году Джонсон был избран в Сенат Техаса, где служил до 1920 года. В 1919 году он отошёл от активного управления газетой, а 12 января 1920 года губернатор Уильям Хобби назначил его председателем тюремной комиссии штата.
В 1875 году Джонстон женился на Мэри Парсонс, у них было трое детей. Джонстон умер 28 февраля 1926 года и был похоронен на кладбище Гленвуд в Хьюстоне.